# البستان (الدلنجات)
قرية البستان هي إحدى القرى التابعة لمركز الدلنجات في محافظة البحيرة في جمهورية مصر العربية. حسب إحصاءات سنة 2006، بلغ إجمالي السكان في البستان 26252 نسمة، منهم 13769 رجل و12483 امرأة.